# Ignition (videojuego)
Ignition, también conocido como "Bleifuss Fun" en Alemania y "Fun Tracks" en Francia, es un juego para PC lanzado en 1997 por Virgin Interactive.  Se caracteriza por la conducción de vehículos pequeños, similar a Death Rally. 
Particularmente en Rusia, fue recibido como uno de los mejores juegos durante el auge de juegos como Fallout, Counter-Strike, StarCraft y Diablo; además de la gran cantidad de CD Pirata hicieron de Ignition un juego muy popular.

## Características
Existen tres versiones, para MS-DOS, Windows y 3dfx. Todas las versiones fueron lanzadas juntas a excepción de la versión 3dfx, la cual se obtenía de la página de la compañía. Esta versión fue creada para corregir incompatibilidades con la Placa de Vídeo "Voodoo 2". 
Todas pueden correr a 320x240, 640x480 y 800x600 pixeles de resolución. Existen efectos de fuego, marcas de frenadas, relámpagos, humo, lluvia y chispas. 
Soporta la reproducción de Audio CD durante la partida. El jugador puede usar el teclado, un gamepad, un joystick o pedales para conducir el coche.
En modo multijugador pueden jugar hasta dos jugadores en un mismo PC dividiendo la pantalla en dos o en la versión de Windows, en LAN IPX.
El juego está disponible en cuatro idiomas: Inglés, Español, Italiano y Sueco.

## Sistema de juego
Existen siete circuitos diferentes en diferentes modalidades: "Campeonato", "Carrera Única", "Tiempo" y "Persecución"

## Modos de juego
- "Campeonato": El jugador debe correr de 5 a 7 carreras, dando tres vueltas y consiguiendo el máximo número de puntos. Pasará a la siguiente carrera si consigue llegar entre los tres primeros. Si después de competir en todas las carreras el jugador gana la mayoría de los puntos, avanza al nivel siguiente de la dificultad de las 4 que existen: Novato (5 carreras), Amateur (6 carreras), Pro (7 carreras) y Espejo (7 carreras “espejo”). En esta última, los circuitos son invertidos en sus giros y curvas.

- "Carrera Única": El jugador corre una carrera de tres vueltas contra 5 oponentes.

- "Tiempo": El jugador debe conseguir terminar cada vuelta superando el Tiempo Récord. Tras dar la primera vuelta aparece un “coche fantasma” mostrando la vuelta anterior.

- "Persecución": En cada vuelta, el último coche es eliminado hasta que quede solo uno.

En todos los modos y en todos los circuitos existen diferentes obstáculos con los que los coches pueden estrellarse y perder tiempo.
Todos los modos pueden jugarse en modo multijugador.

## Vehículos
- Coop (Mini Cooper '80)
- Evac (Jeep Willys CJ-3B '53 de emergencia)
- Enforcer (Aubrun '70 NYPD)
- Redneck (Ford Mustang '68 coupe)
- School bus (Autobús escolar)
- Bug (Volkswagen Beetle 1303 '73)
- Smoke (Peterbilt 379 Parte delantera)
- Banana (Porsche 911 amarillo)
- Monster (GMC Vandura '83 Monster Truck)
- Vegas (Dodge Demon '71)
- Ignition (Pontiac Firebird Trans Am '79)

Los últimos cuatro vehículos de la lista podrán ser seleccionados cuando el jugador complete cada uno de los diferentes niveles. 
Cada vehículo tiene cuatro características: Aceleración (Acceleration), Turbo (Turbo), Velocidad (Speed) y Agarre (Grip). “Evac” es el que tiene las características más bajas, mientras que “Ignition” posee las mejores.

## Circuitos
- Moosejaw Falls (Canadá)
- Gold Rush (EE. UU)
- Snake Island (Islas del Caribe)
- Lost Ruins (Brasil)
- Yodel Peaks (Austria)
- Cape Thor (Islandia)
- Tokyo Bullet (Japón)

Los dos últimos circuitos serán desbloqueados al terminar los niveles de Novato y Amateur respectivamente.

## Juegos similares
- Super Mario Kart
- Death Rally